# Dianthus saetabensis
Dianthus saetabensis är en nejlikväxtart. Dianthus saetabensis ingår i släktet nejlikor, och familjen nejlikväxter.

## Underarter
Arten delas in i följande underarter:
- D. s. contestanus
- D. s. saetabensis